# Fürstenrieder Straße 257

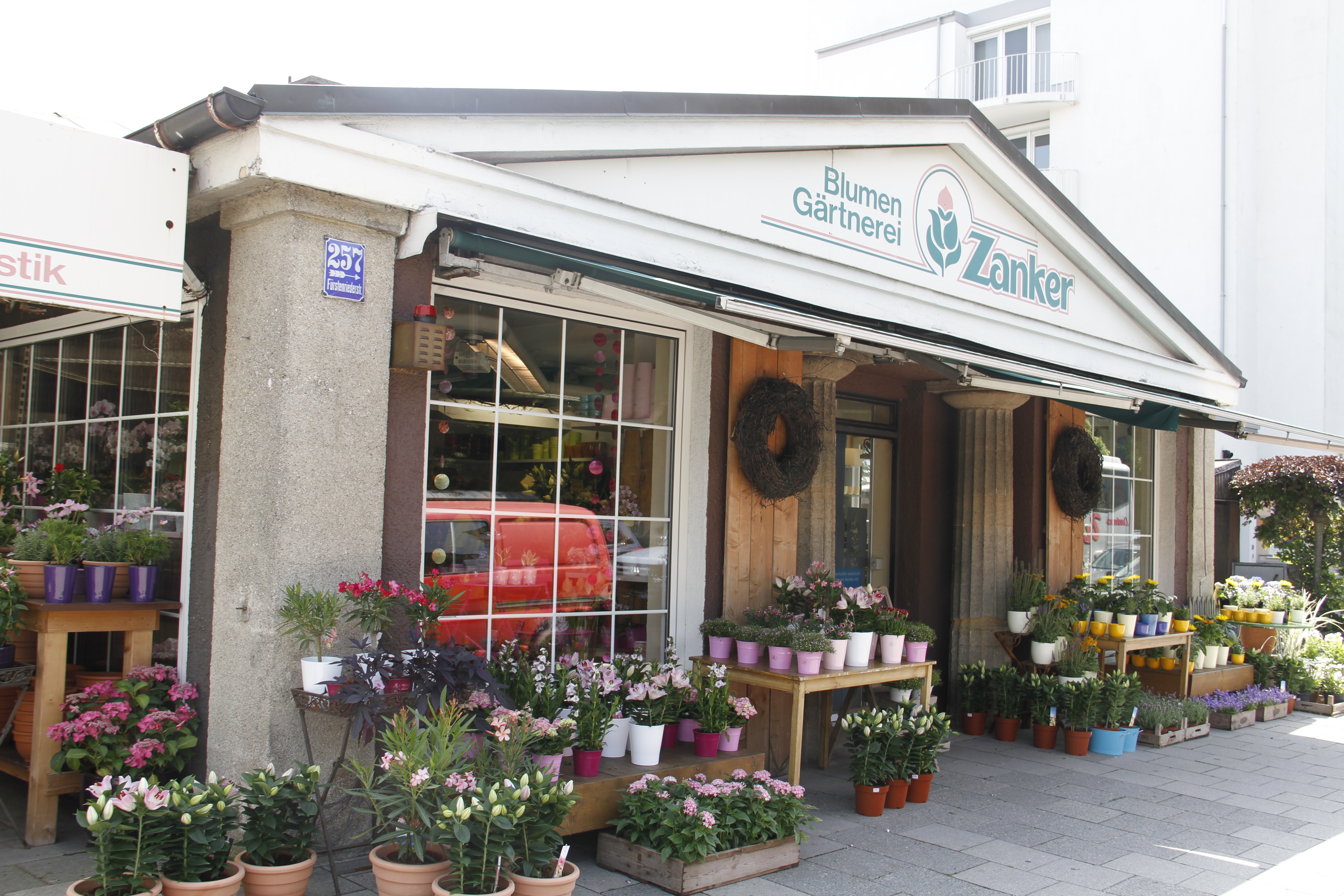
Fürstenrieder Straße 257, Straßenfassade

Fürstenrieder Straße 257 ist ein kleines Wohn- und Geschäftshaus in München. Es ist als Baudenkmal in die Bayerische Denkmalliste eingetragen.

## Beschreibung
Das Haus liegt in dem Münchner Stadtteil Sendling-Westpark gegenüber dem Waldfriedhof etwas südlich der Kreuzung Fürstenrieder Straße / Waldfriedhofstraße. Es wurde 1927 von Wilhelm Born errichtet und diente dem Münchner Grabmal-Bildhauer Georg Halbich, dem auch das Nachbargrundstück Fürstenrieder Straße 255 gehörte, als Werkstatt und Büro.
Das Gebäude ist ein langgestreckter eingeschossiger Bau mit einem flachen Satteldach. Der Mittelteil ist nach Art eines Pavillon erhöht und trägt ein Zeltdach. Die Schmalseite an der Fürstenrieder Straße hat eine klassizisierende Fassade mit einem breiten Dreiecksgiebel. Die Eingangstüre ist von zwei dorischen Säulen flankiert.